# داوید چرنی
داوید چرنی (به چکی: David Černý) (۱۹۶۷-) مجسمه‌ساز اهل جمهوری چک است. بسیاری از کارهای او در شهر پراگ دیده می‌شود. آثار او معمولاً بحث‌برانگیز است. کاری از او به نام انتروپا که به مناسبت ریاست دوره‌ای جمهوری چک در اتحادیه اروپا ساخته شده‌است با اعتراض چند کشور اروپایی روبرو شده‌است.
وی در سال ۱۹۹۱ یکی از تانک‌های ارتش سرخ روسیه که به عنوان یادبود جنگ در پراگ قرار داده شده‌بود را با رنگ صورتی رنگ کرد و این موضوع باعث معروفیتش شد. چرنی به خاطر این کار دستگیر شد و تانک به شکل قبلی خود رنگ شد؛ ولی پس از آن گروهی از اعضای پارلمان چک تصمیم گرفتند این تانک را دوباره به رنگ صورتی رنگ کنند. امروزه این تانک صورتی در یکی از موزه‌های پراگ قرار دارد.
دولت چک، در سال ۲۰۰۹ به فراخور ریاست خود در اتحادیه اروپا، یکی از آثار هنری چرنی را به این اتحادیه تقدیم کرد. این اثر که به صورت شبکه و چهارچوبی بود که در آن کشورهای اروپایی به صورت هجوآمیزی ترسیم شده‌بودند باعث اعتراض کشورهای عضو این اتحادیه شد.
در این اثر برای نمونه کشور بلغارستان به صورت توالت فرانسوی (توالت ایرانی) نشان داده شده و هلند به شکل قطعه زمینی که زیر آب فرورفته و تنها چند مناره از آب بیرون زده‌است.
جمهوری چک چند روز بعد از اهدای این اثر بابت آن از اتحادیه اروپا پوزش‌خواهی کرد.

## نگارخانه
برخی از آثار چرنی:

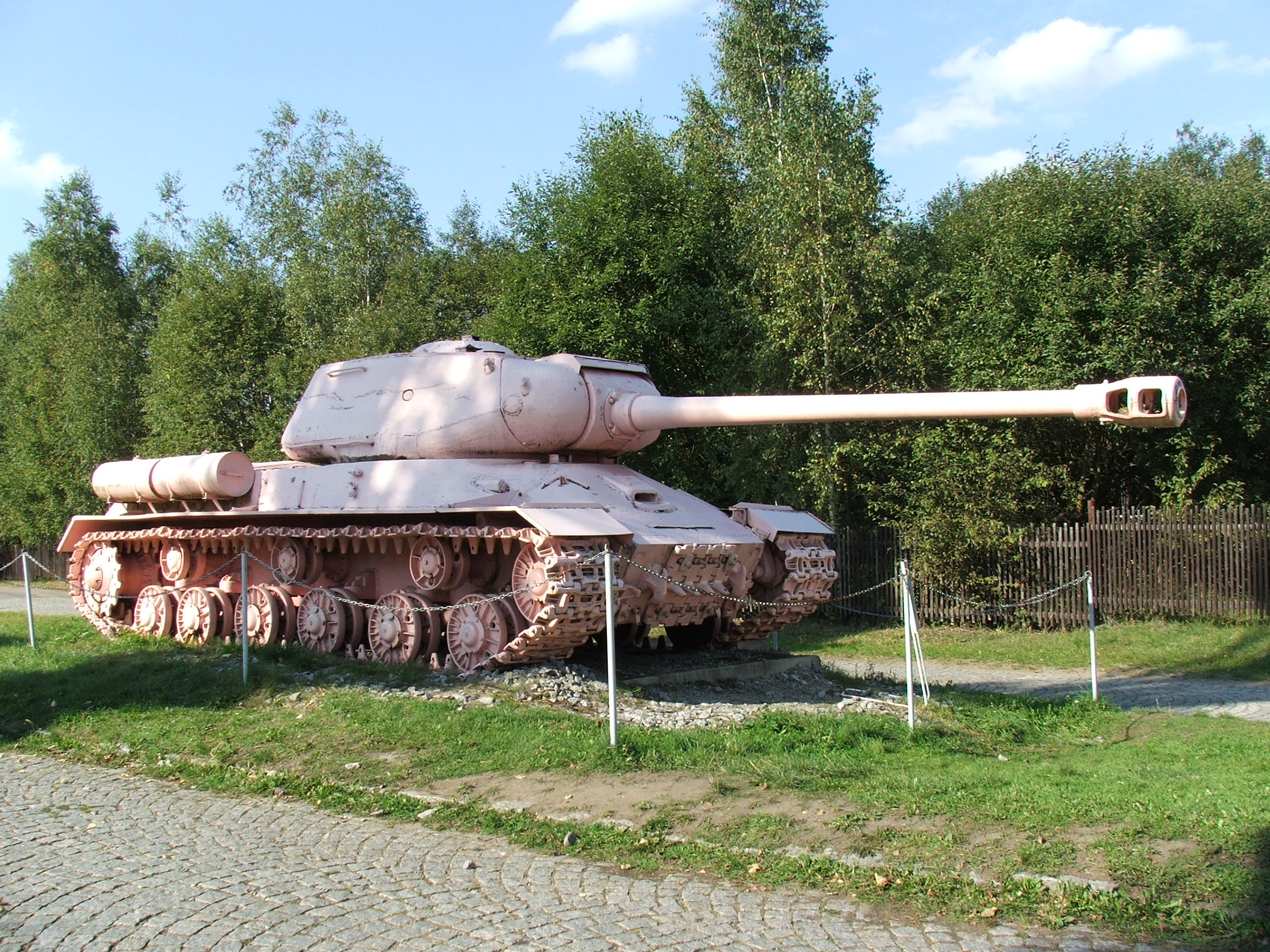
تانک صورتی
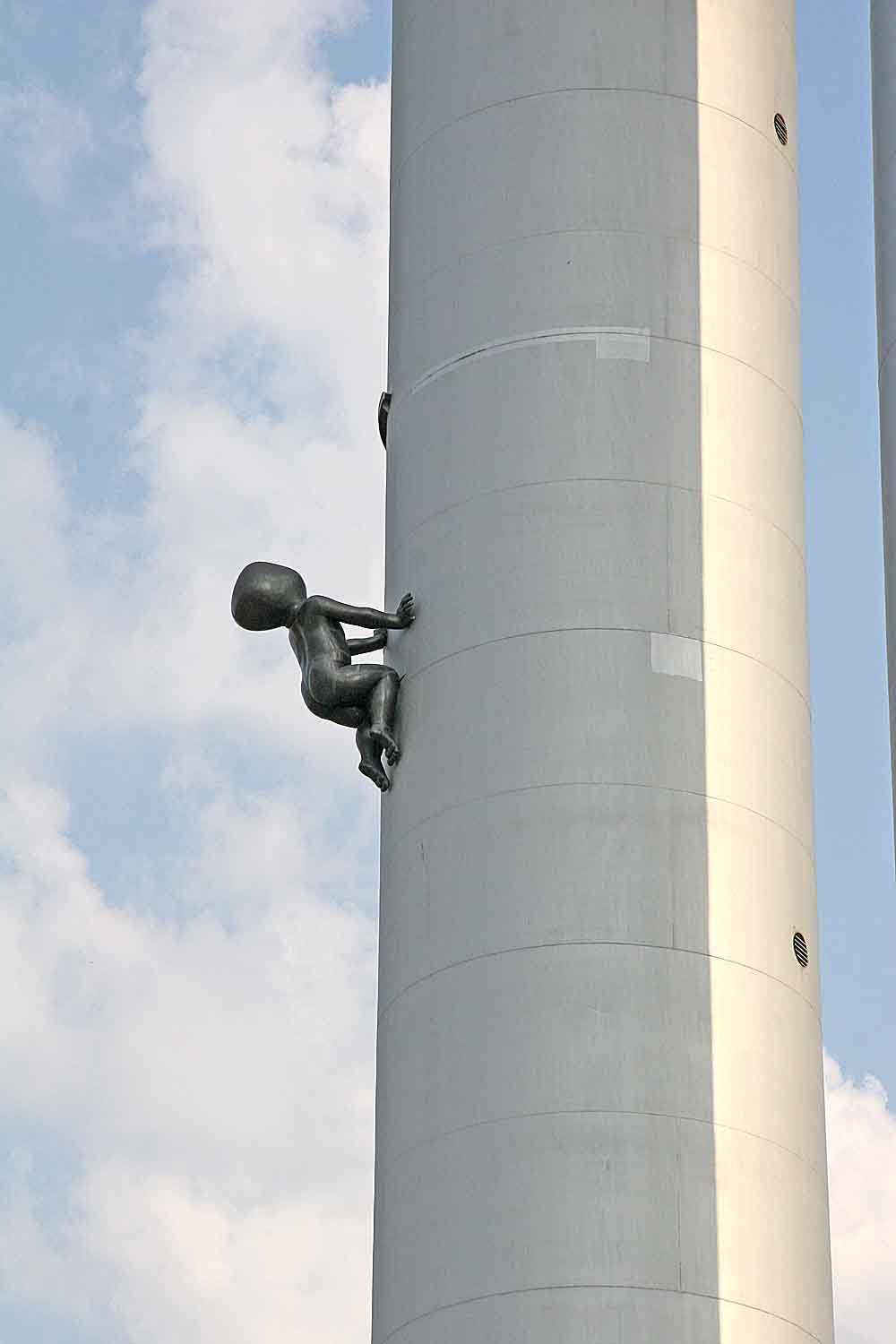
نوزادهای خزنده بر روی برج تلویزیونی ژیژکوف.
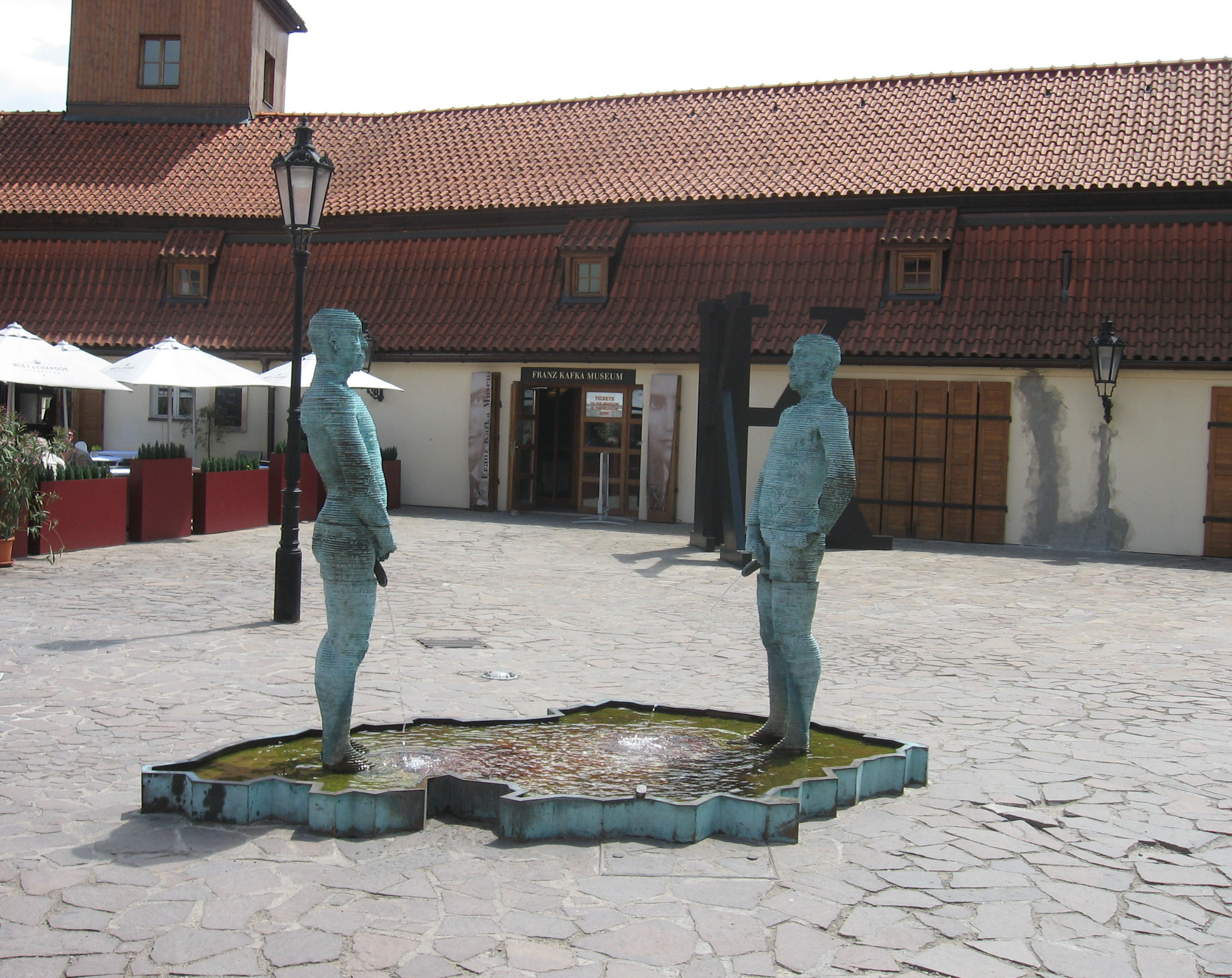
مردان ادرارکننده، در موزه فرانتز کافکا در پراگ
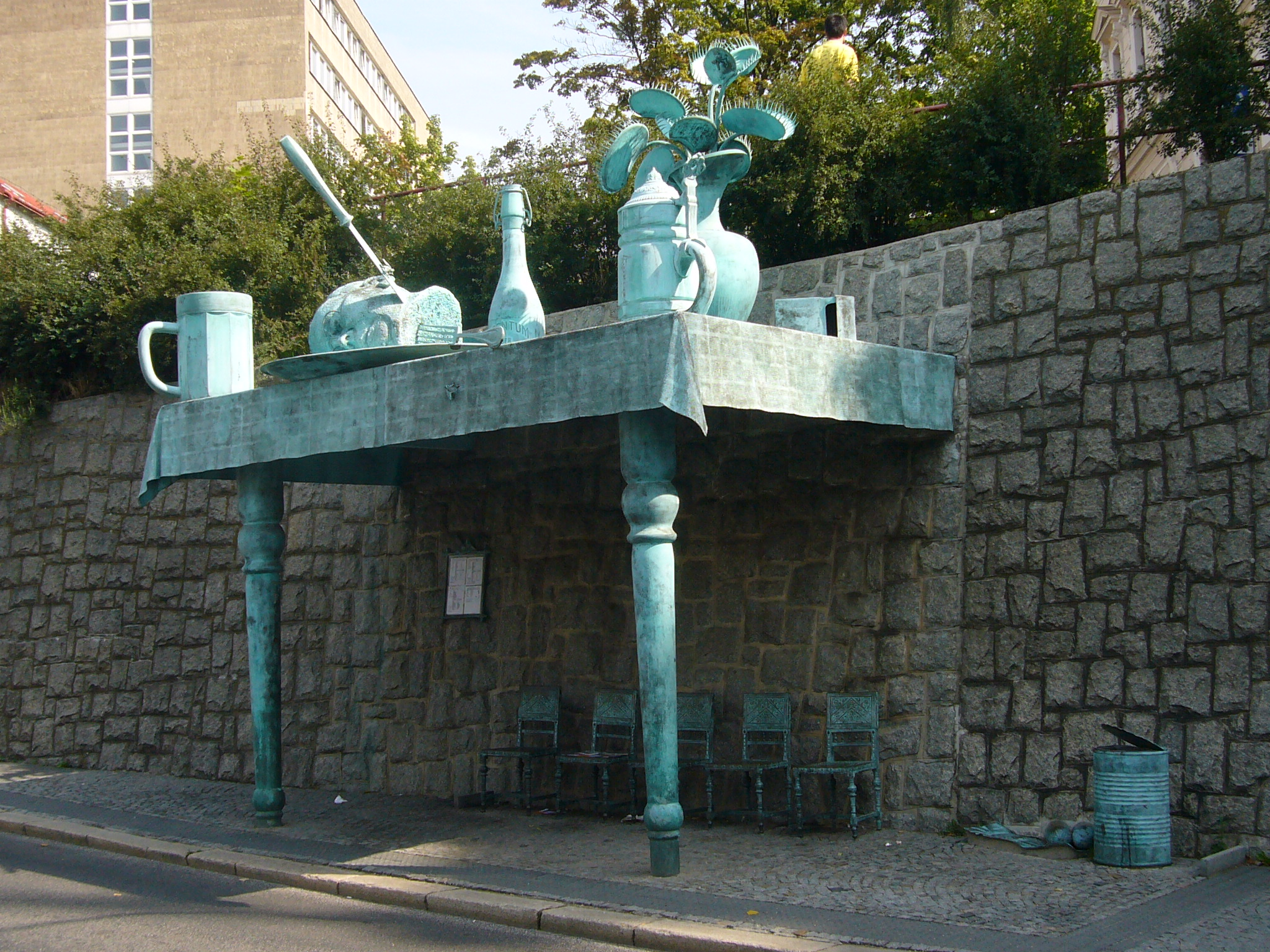
«جشن غول‌ها»، یک ایستگاه اتوبوس در لیبرتس
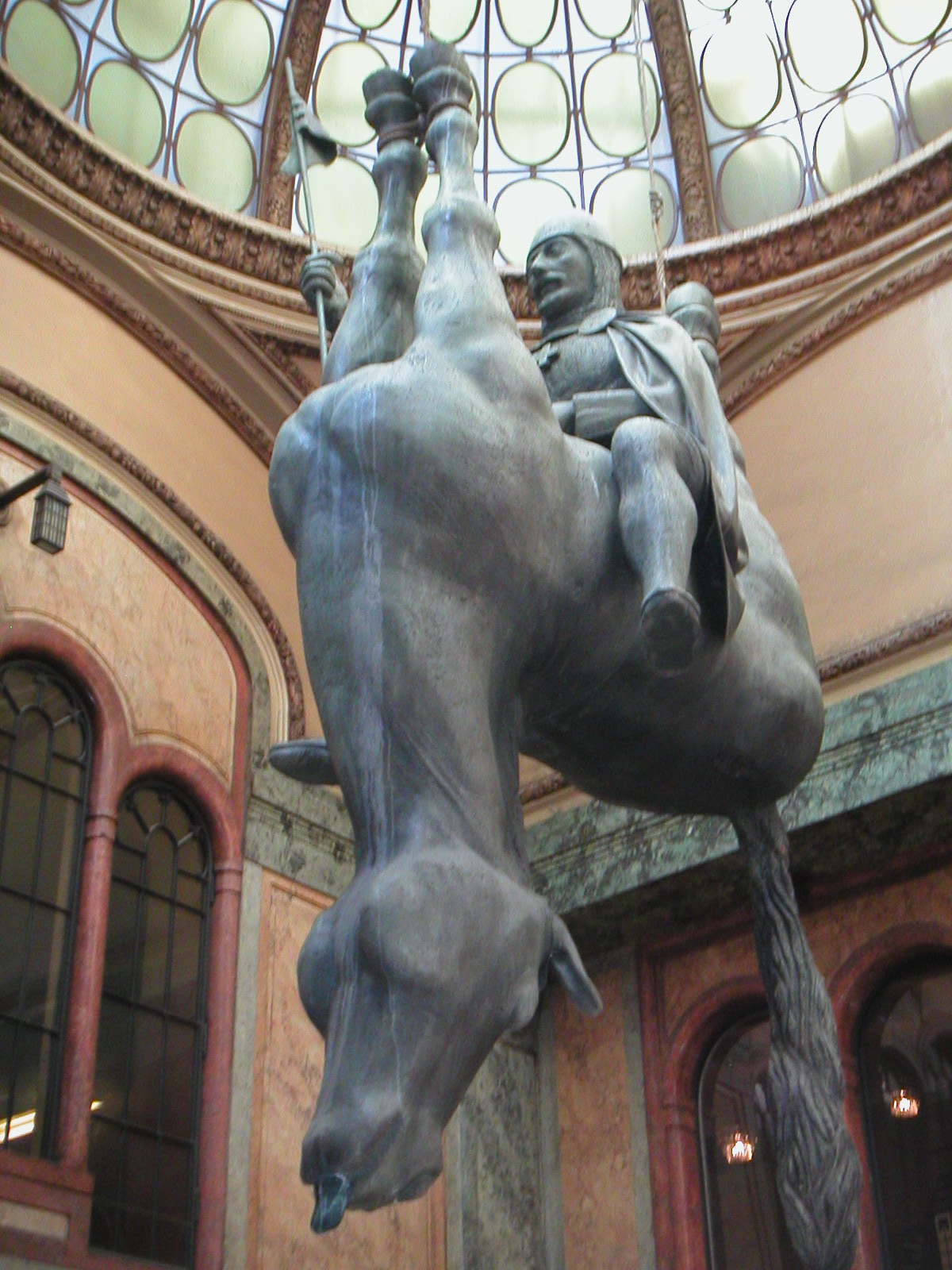
تندیس ونتسلاس مقدس سوار بر یک اسب مرده. نگاه کنید به این تندیس ساختهٔ یوزف واتسلاو میسلبک.